# Sainte-Foy–Sillery–Cap-Rouge
Pour les articles homonymes, voir Sainte-Foy (Québec), Sillery (Québec) et Cap-Rouge.
Sainte-Foy–Sillery–Cap-Rouge est l'un des six arrondissements de la ville de Québec. Il est né de l'ajout des quartiers de Cap-Rouge et de l'Aéroport à l'ancien arrondissement Sainte-Foy–Sillery, le 1er novembre 2009. Il est limité à l'ouest par la municipalité de Saint-Augustin-de-Desmaures, au nord-ouest par l'arrondissement de la Haute-Saint-Charles, au nord-est par L'Ancienne-Lorette et Les Rivières, à l'est par La Cité-Limoilou et au sud par le fleuve Saint-Laurent.

## Description
Sainte-Foy–Sillery–Cap-Rouge est situé au sud-ouest de l'arrondissement de La Cité–Limoilou, en bordure du fleuve Saint-Laurent. L'arrondissement peut être considéré comme la porte d'entrée de Québec, surtout à cause de la présence des ponts Pierre-Laporte et de Québec. Grâce à leur présence, l'arrondissement a connu un fort développement commercial (centres commerciaux, hôtels) et institutionnel (Université Laval). 

## Origine du nom
Il s'agit de la fusion des noms des trois anciennes villes qui composent maintenant l'arrondissement.

### Sainte-Foy
En 1669, le missionnaire jésuite Pierre Chaumonot fit construire pour les Hurons une chapelle dédiée à Notre-Dame de Foy dans le voisinage de la route du Vallon. 

### Sillery
En 1678, Noël Brulart de Sillery (1577-1640), chevalier de Malte et commandeur de Troyes, ordonné prêtre en 1634, voyait son nom retenu pour désigner la première mission desservant l'endroit, parce qu'il en avait rendu financièrement possible l'établissement dans l'anse Saint-Joseph.

### Cap-Rouge
De 1541 à 1543, Jacques Cartier fonde un petit village.  En 1650, Jean Juchereau la reçoit comme seigneurie, et Cap-Rouge recommença son développement. Son nom lui vient du schiste argileux de couleur rouge dont sont composées les falaises avoisinantes et du cap qui surplombe le Saint-Laurent.

## Éducation
- Université Laval
- Cégep de Ste-Foy
- Cégep Garneau
- Collège mariste de Québec
- Collège Jésus-Marie de Sillery
- Collège de Champigny
- Externat Saint-Jean-Berchmans
- Collège régional Champlain St. Lawrence
- École secondaire De Rochebelle
- Collège des Compagnons
- Université du Québec, École Nationale d'Administration Publique

## Quartiers
Sainte-Foy :
1. Cité-Universitaire :
  - Université Laval, en partie
  - Quartier Saint-Thomas-d'Aquin

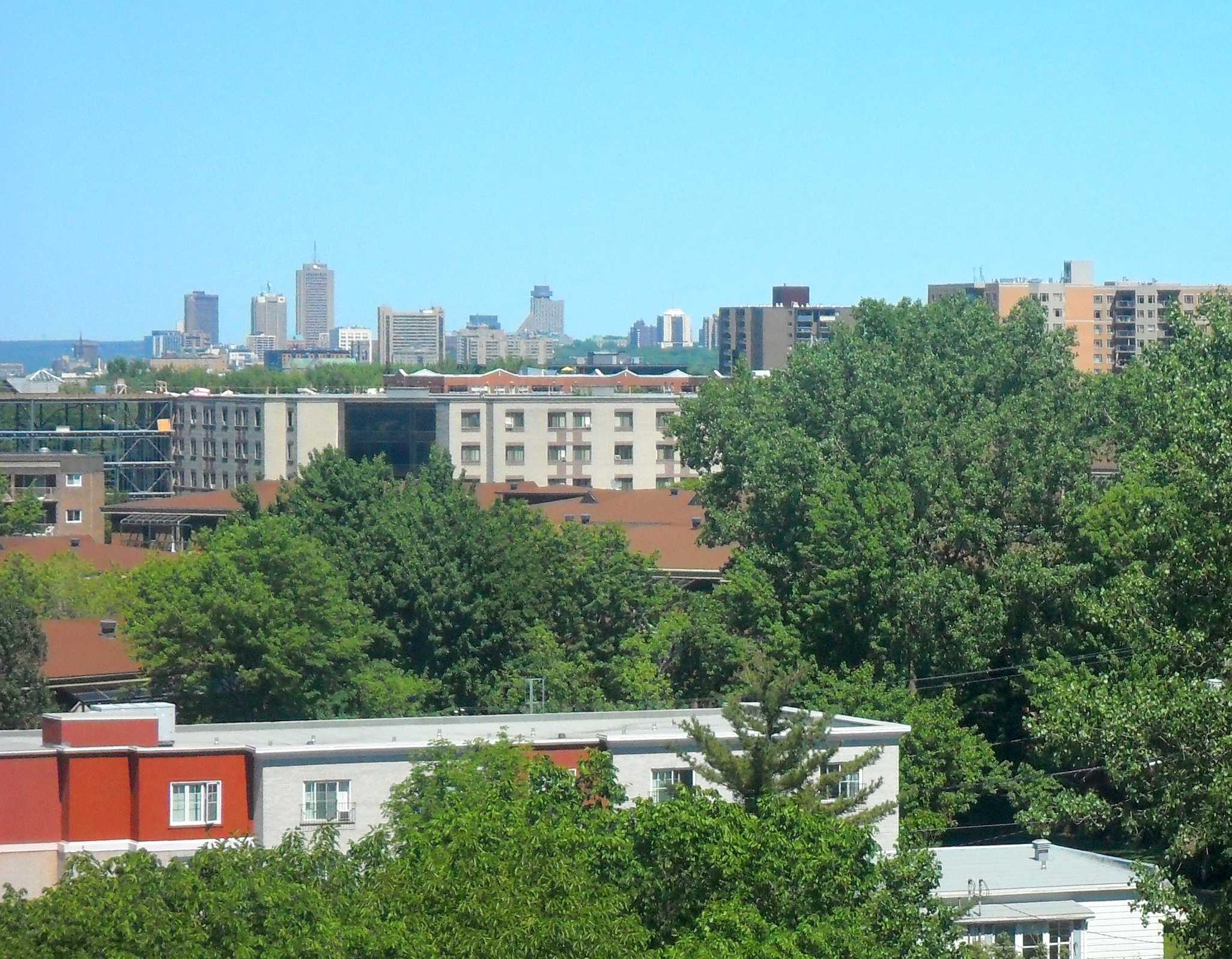
La colline parlementaire de Québec vue depuis Sainte-Foy.

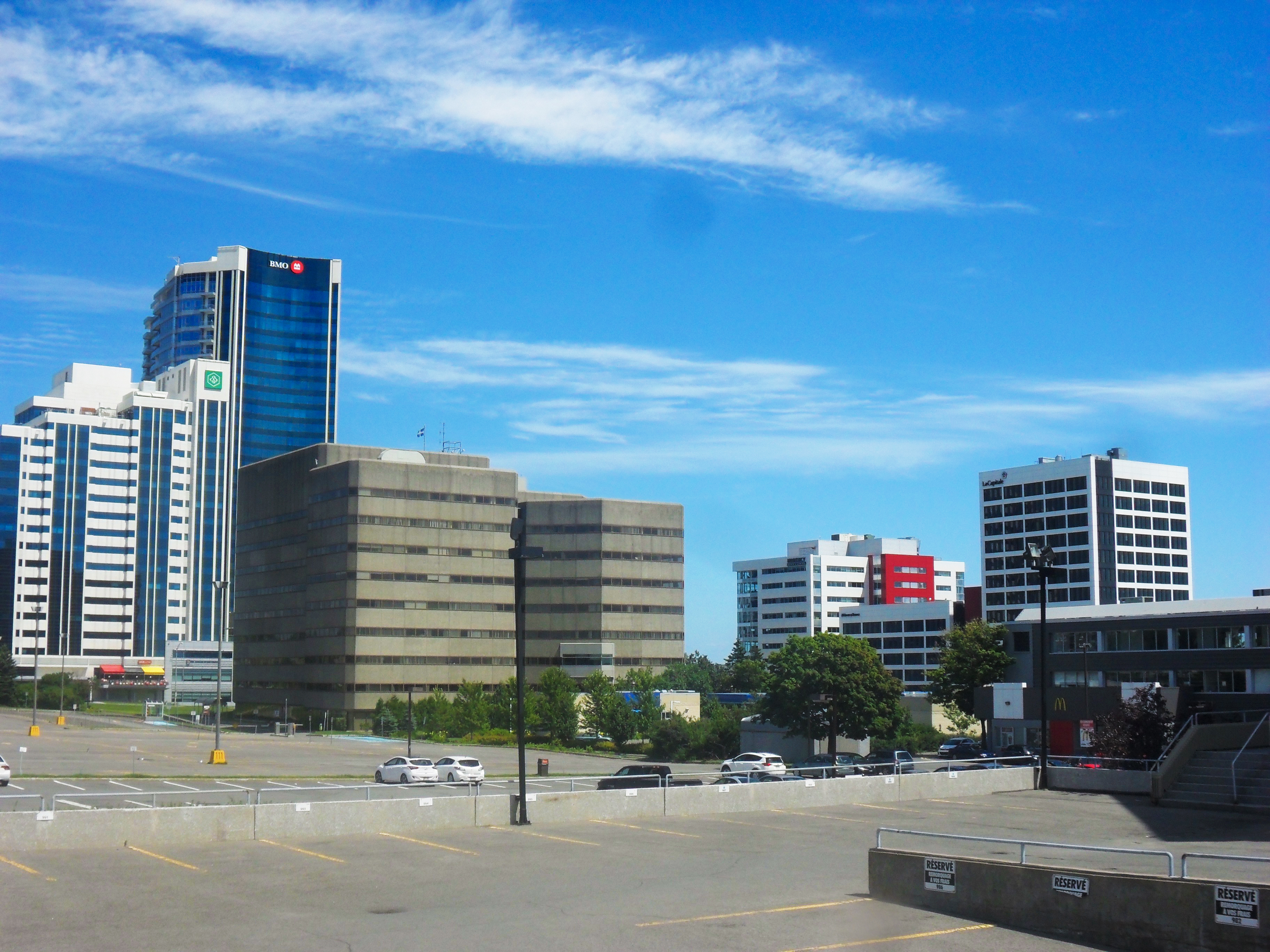
Vue du centre-ville de Sainte-Foy.

  - Quartier Saint-Jean-Baptiste-de-la-Salle
  - Quartier Saint-Denys, en partie
  - Quartier Notre-Dame-de-Foy, en partie
  - Parc industriel Colbert-Est
  - Parc industriel Jean-Talon-Sud
2. Plateau :
  - Quartier Notre-Dame-de-Foy, en partie
  - Quartier Sainte-Geneviève
  - Quartier Saint-Mathieu
  - Quartier Saint-Benoît, en partie
3. Saint-Louis :
  - Quartier Saint-Louis-de-France, en partie
  - Quartier Saint-Yves, en partie
  - Quartier Saint-Denys, en partie
  - Quartier Sainte-Ursule, en partie
4. Sillery[5]: 
  - Quartier Saint-Yves, en partie
  - Quartier Saint-Louis-de-France, en partie
5. Pointe-de-Sainte-Foy :
  - Quartier Sainte-Ursule, en partie
  - Quartier Saint-Benoît, en partie
6. L'Aéroport (aussi connu sous le nom du quartier Laurentien)[6]:
  - Aéroport international Jean-Lesage de Québec
  - Secteur Chauveau
  - Secteur Champigny
  - Secteur Jouvence
  - Secteur des rangs Saint-Ange & Saint-Denis
  - Secteur Lac-Saint-Augustin, en partie
  - Base de plein-air de Sainte-Foy
  - Parc industriel Colbert-Ouest
7. Cap-Rouge[7]:
  - Secteur Les Sources
  - Secteur Le Gendre/Chaudière
  - Secteur Lac-Saint-Augustin, en partie

Sillery :
1. Sillery :
  - Ancienne ville de Sillery
  - Université Laval, en partie

Cap-Rouge :
1. Cap-Rouge :
  - Ancienne ville de Cap-Rouge[7]

## Administration

### Liste des présidents d'arrondissement
- 2002 - 2005 : Claude Allard
- février 2005 - mai 2005 : Louis-Gilles Bolduc
- mai 2005 - décembre 2005 : Gilles Latulippe
- 2006 - 2009 : Francine Bouchard
- 2009 - 2013 : Francine Lortie
- 2013 - 2021 : Rémy Normand
- 2021 - 2023 : Anne Corriveau
- 2023 - : Maude Mercier Larouche

## Démographie
| 2001   | 2006    | 2011    | 2016    |
| ------ | ------- | ------- | ------- |
| 98 155 | 101 735 | 104 035 | 103 345 |

## Liste des lieux de culte
Lieux de culte catholiques
Paroisse Notre-Dame-de-Foy
- Église Saint-Benoît-Abbé
- Église Sainte-Geneviève
- Église Saint-Jean-Baptiste-de-Lasalle
- Église Saint-Mathieu
- Église Sainte-Ursule
- Église Saint-Yves
- Église Notre-Dame-de-Foy - Fermée
- Église Saint-Louis-de-France - Détruite
- Église Saint-Denys-du-Plateau - Bibliothèque Monique-Corriveau

Paroisse Dina-Bélanger
- Église Saint-Michel de Sillery
- Église Saint-Charles-Garnier

Paroisse Saint-Thomas d’Aquin
- Église Saint-Thomas-d'Aquin

Paroisse La-Transfiguration-du-Seigneur
- Église Saint-Félix de Cap-Rouge

Chapelles
- Chapelle du Montmartre Canadien
- Chapelle conventuelle du Sanctuaire du Sacré-Cœur
- Chapelle conventuelle Sainte-Jeanne-d'Arc

Lieu de culte orthodoxe
- Église Saint-Étienne et Saint-Vincent

Lieux de culte protestants
- Église Saint-Michael
- Église Trinity Church
- Église Assemblée Évangélique de Sainte-Foy
- Église du Christ

Lieux de culte musulmans
- Grande mosquée de Québec
- Mosquée Annour